# Anything That Moves
Anything That Moves fue una revista literaria, periodística y de actualidad publicada en los Estados Unidos entre 1990 y 2001. El objetivo de la revista era confrontar y redefinir conceptos de sexualidad y género, desafiar los estereotipos y definiciones amplias sobre la gente bisexual y combatir la bifobia.

## Título
El título completo de la revista, Anything That Moves: Beyond the Myths of Bisexuality, fue elegido deliberadamente por su carácter controvertido. El título se refiere al estereotipo que representa a las personas bisexuales como dispuestas a tener relaciones sexuales con "cualquier cosa que se mueva" y fue sugerido por Tom Geller, autor del libro Bisexuality: A Reader & Sourcebook. En su declaración inicial, la revista manifestó su intención de desafiar los estereotipos negativos sobre las personas bisexuales, crear un diálogo y redefinir el estereotipo de "cualquier cosa que se mueva" en sus propios términos.

## Manifiesto bisexual
La revista se ha vuelto notable por el legado duradero del "Manifiesto Bisexual", que encabezó el número inaugural y abordó estereotipos comunes y actitudes bifóbicas:

Estamos cansados de ser analizados, definidos y representados por personas distintas a nosotros mismos, o peor aún, no considerados en absoluto. Nos sentimos frustrados por el aislamiento y la invisibilidad impuestos que proviene de que se nos diga o se espere que elijamos una identidad homosexual o heterosexual.

La monosexualidad es un dictado heterosexista utilizado para oprimir homosexuales y negar la validez de la bisexualidad.

La bisexualidad es una identidad completa y fluida. No asuman que la bisexualidad es binaria o dual en su naturaleza: que tenemos "dos" lados o que debemos actuar simultáneamente con dos géneros para ser seres humanos completos. De hecho, no asuman que sólo hay dos géneros. No interpreten nuestra fluidez como confusión, irresponsabilidad o como una falta de compromiso. No equiparen la bisexualidad con promiscuidad, infidelidad o comportamientos sexuales poco seguros. Esos son rasgos humanos que atraviesan todas las orientaciones sexuales. No se debería asumir nada sobre la sexualidad de nadie, incluida la propia.
Anything That Moves, edición inaugural, invierno de 1991, p. 3

## Historia
Anything That Moves fue fundada por Karla Rossi como una expansión del boletín informativo de 12 páginas Bay Area Bisexual Network Newsletter en 1991. En su primer editorial, Rossi declaró que estaba motivada para iniciar Anything That Moves para combatir los conceptos erróneos sobre los bisexuales y abordar cuestiones relacionadas con el borrado y la opresión bisexual en las comunidades heterosexuales, gays y lesbianas. Destacó específicamente el impacto de la crisis del SIDA en los bisexuales.
Rossi siguió siendo editora en jefe de Anything That Moves hasta 1993. Luego, Gerard Palmeri y Tori Woodard ocuparon brevemente el puesto para un número especial sobre espiritualidad y curación hasta que pasó a manos de Mark Silver en 1994. Silver ocupó el puesto de editor en jefe hasta el número 16 en 1998, cuando pasó a manos de Linda Howard (quien se refirió a sí misma como la "editriz" de la revista). Ocupó este puesto durante el resto del tiempo de vida de la revista.
El último número de Anything That Moves se publicó en 2001. En total, BABN publicó 22 números de la revista, junto con una edición especial sobre el orgullo publicada en 1999. Durante sus 10 años de publicación, la revista fue publicada por Bay Area Bisexual Network (BABN).
En 2020, un equipo de archiveros escaneó y subió todos los números de Anything That Moves a un archivo en línea gratuito.